# Haralidträsket
Haralidträsket är en sjö i Piteå kommun i Norrbotten och ingår i Byskeälvens huvudavrinningsområde. Sjön har en area på 0,223 kvadratkilometer och ligger 389 meter över havet. Haralidträsket ligger i Byskeälven Natura 2000-område.

## Delavrinningsområde
Haralidträsket ingår i det delavrinningsområde (726814-169741) som SMHI kallar för Mynnar i Långträskån. Medelhöjden är 413 meter över havet och ytan är 16,51 kvadratkilometer. Det finns inga avrinningsområden uppströms utan avrinningsområdet är högsta punkten. Vattendraget som avvattnar avrinningsområdet har biflödesordning 3, vilket innebär att vattnet flödar genom totalt 3 vattendrag innan det når havet efter 110 kilometer. Avrinningsområdet består mestadels av skog (92 procent). Avrinningsområdet har 0,23 kvadratkilometer vattenytor vilket ger det en sjöprocent på 1,4 procent.